# CL-427 Puma (БПЛА)
CL-427 Puma  — беспилотный летательный аппарат (беспилотный вертолёт), многоцелевой  БПЛА. Построен дрон  канадской фирмой Bombardier Services Corporation. Представляет собой дальнейшее развитие  аппарата CL-227 Sentinel. Оснащён газотурбинным двигателем Williams WTS125. Планируется установка систем поиска и спасения со спутниковым наведением, электронных, оптических и инфракрасных сенсоров. В 2001 году находился на стадии испытаний, данных о серийном производстве нет.

## ЛТХ
- Высота, м   2.12
- Диаметр винта, м   4.00
- Масса, кг
- пустого   135
- максимальная взлётная   340
- топлива   165
- Тип двигателя   1 ГРД Williams International WTS-125
- Мощность, л.с.   1 х 125
- Максимальная скорость, км/ч   222
- Продолжительность полёта, ч
- максимальная   8.0
- при патрулировании 100 км зоны   5.0
- Радиус действия, км   200
- Скороподъёмность, м/мин   427
- Практический потолок, м   5485
- Полезная нагрузка, кг   68 кг различного оборудования